# ペリコーペ
ペリコーペ（pericope、古代ギリシア語: περικοπή）は、キリスト教の礼拝の中で読み上げられる聖書の一節。
英語における発音に準じてペリコピーとされることもある。

## 概要
教派によっては、説教者の判断でその日のペリコーペが選ばれることもあるが、カトリックだけでなく、プロテスタントの中でもルター派や聖公会では、教会暦に基づいて、それぞれの日に決められたペリコーペを用いる。
そのように用いられるペリコーペを取りまとめたものが聖書日課であり、20世紀の遅い時期以降は改訂共通聖書日課の普及が進んでいる。

## 祈祷のための聖書の抜き書き
ギリシャ語で「切り取り」という意味に由来し、あるテキストから取り出され、ひとつのまとまった単位なり考えを表すような、公の場で読み上げるのに適した複数の語句から成る文章を指す修辞学の用語で、今日では通常は聖典から取り出されたものを指す。
これが特に重要と感じられる場面は、主に聖典の中の物語性のある部分や詩的な部分であるが、それに限られるというわけではない。
聖書日課は、通常、使徒書簡や福音者から抜き出されたペリコーペから成り、教会暦にしたがって折々に読み上げられる。
ペリコーペは、聖書の中のひとつの書から抜き出された異なる箇所の抜粋から成っていることもあれば、複数の書から抜き出された抜粋をひとつに繋げていることもあり、ひとつに繋げられたものは、英語では「concatenation」とか「composite reading」と称される。

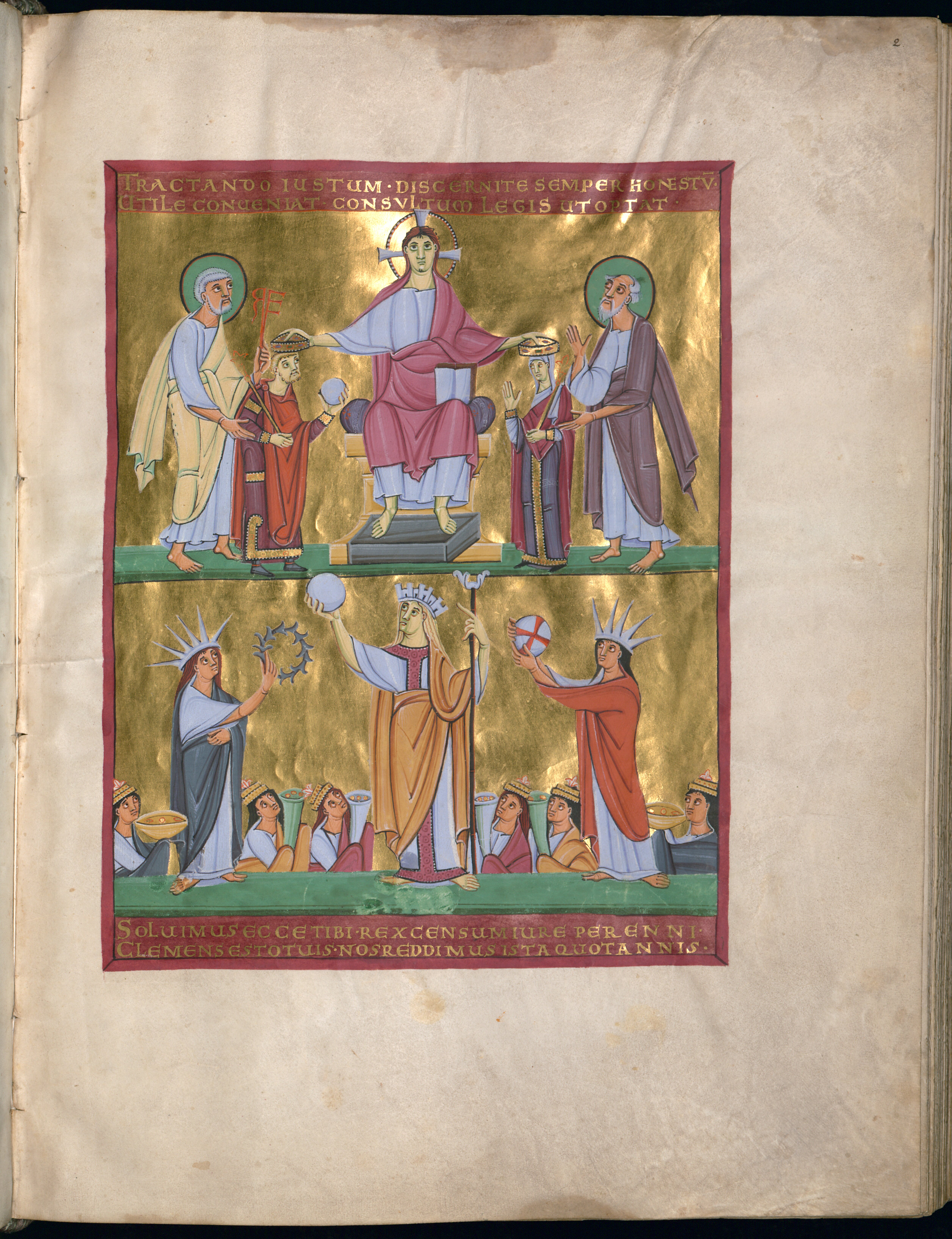
ハインリヒ2世のペリコーペの一部。

## 写本
写本でペリコーペと称されるものは、しばしば装飾されており、通常は福音書の一種とされ、教会暦に基づくミサで必要とされる福音 (Gospels) の部分だけを抜き書きした福音の本である。

### 事例
よく知られた事例としては、いずれもリウドルフィング家によるザクセン支配の時代の芸術作品であるハインリヒ2世のペリコーペやザルツブルク・ペリコーペがある。